# Polsk riksdag
Polsk riksdag (duń. Polsk rigsdag, pol. „polski riksdag, polski parlament, sejm”) – określenie funkcjonujące w społeczeństwach skandynawskich, oznaczające burzliwą, chaotyczną i bezproduktywną dyskusję, w szerszym znaczeniu: bezład, chaos. Powstałe w XVIII w. jako krytyczne stereotypowe określenie stosowanej w sejmie Rzeczypospolitej zasady liberum veto.
To samo wyrażenie funkcjonuje w języku niderlandzkim pod postacią Poolse landdag czy już od 1747 roku jako wyrażenie Poolse rijksdag.